# Arne Torgersen
Arne Martin Torgersen (* 21. Mai 1910 in Lyngdal; † 18. Juli 1987 in Salzburg) war ein norwegischer UN-Hochkommissar mit US-amerikanischer Staatsbürgerschaft.

## Leben
Torgersen war nach dem Zweiten Weltkrieg seit Oktober 1946 Beauftragter der US-amerikanischen Hilfsorganisation CARE in der französischen Besatzungszone und organisierte von einem Büro im Freiburger Stadtteil Wiehre aus die Verteilung der CARE-Pakete.
Bald aber wurde er der Leiter der Norwegischen Europahilfe, einem Zusammenschluss norwegischer Hilfsorganisationen, in Deutschland (1946–1953) zunächst mit Sitz in Freiburg im Breisgau, ab 1949 in Hamburg. Zu seinen Aufgaben gehörte die Unterstützung von Flüchtlings- und Vertriebenenkindern in Deutschland und Österreich, wozu auch der Bau von Kinderheimen gehörte. So war er beispielsweise 1952 für die Anschubfinanzierung zum Kauf und Ausbau des Heiligenhofes in Bad Kissingen verantwortlich.
Später (1957) war er norwegischer Hochkommissar bei den Vereinten Nationen in Deutschland und Österreich. Bis zu seinem Ruhestand im Jahr 1969 war er in herausgehobenen Positionen bei den Vereinten Nationen tätig.
Seinen Ruhestand verlebte Torgersen in Salzburg, wo er auch starb und am 23. Juli 1987 beigesetzt wurde.

## Veröffentlichungen
- Vi kalte henne Pim. Møte med flyktningeskjebner, Verlag Cappelen, Oslo 1970 – Deutsche Übersetzung (Hans Däumling): Nach Ihnen, Herr General! Humanitäre Abenteuer eines Norwegers im Nachkriegseuropa, Evangelisches Verlagswerk, Stuttgart 1971, ISBN 3-7715-0130-X
- Uten sikkerhetsnett, Verlag Atheneum, 1986, ISBN 82-7334-118-6 bzw. ISBN 978-82-7334-118-1

## Ehrungen
- Im Salzburger Stadtteil Gneis Süd wurde 1989 – zwei Jahre nach seinem Tod – die Arne-Torgersen-Straße nach ihm benannt. In der dortigen Eichethofsiedlung, die ebenfalls durch Torgersens Unterstützung entstanden war, lebte er als Pensionär.
- Im Freiburger Stadtteil Haslach (Freiburg im Breisgau) wird 2016 die Arne-Torgersen-Straße nach ihm benannt.